# Buckethead
Buckethead (születési neve: Brian Patrick Carroll) (Huntington Beach, Kalifornia, 1969. május 13. –) amerikai gitáros és zeneszerző. Ismertetőjelei a fehér műanyag maszk és a KFC-vödör a fején.
Termékeny zeneszerző a 294 szólóalbumával, ezen kívül 44 albumon zenélt együtt más együttesekkel.
A zenéje több különböző stílust foglal magába, mint például a thrash metal, funk, jazz, bluegrass, ambient és az avant-garde.

## Az igazi Buckethead
Buckethead valójában Brian Carroll gitáros, akiről korábban (1989-ben) kép jelent meg a Guitar for the Practicing Musician című amerikai gitárújságban. A kép alatti rövid bemutató szerint Brian Caroll 20 éves (1989-ben), kaliforniai lakos. Zeneileg hatással voltak rá: Michael Jackson, Paul Gilbert, Louis Johnson, Joe Satriani, Shawn Lane, Jennifer Batten.
12 éves koromban kezdtem gitározni. Mindazonáltal nem vettem azt komolyan egészen a következő nyárig, amikor is Huntington Beachből Claremontba költöztem. Különböző tanárok keze alatt fejlődött tudásom, mint például Paul Gilbert, akinél több, mint egy évig tanultam.

## Felszerelés
Erősítők:
Marshall JCM-800 és Mesa Boogie fejek
Pedálok:
Wah-Wah
Rack - effektek:
Rocktron Intellifex és Rockman
Gitárok:
- Gibson Les Paul 1959 - Erősen átszabott, fehér hardverrel és DiMarzio hangszedőkkel
- Gibson Les Paul 1969 - Erősen átszabott, fehér hardverrel, Killswitch-csel és DiMarzio hangszedőkkel
- Gibson SG
- Gibson SST
- Gibson Chet Atkins
- Jackson Y2KV
- Jackson doubleneck
- ESP MII custom
- Steinberger GS
- Ibanez X Series Rocket Roller II
- Ibanez(Purple) RG550
- Takamine Acoustic.

## Diszkográfia
Stúdió albumok
1. 1992: Bucketheadland
2. 1994: Giant Robot
3. 1996: The Day of the Robot
4. 1998: Colma
5. 1999: Monsters and Robots
6. 2001: Somewhere Over the Slaughterhouse
7. 2002: Funnel Weaver
8. 2002: Bermuda Triangle
9. 2002: Electric Tears
10. 2003: Bucketheadland 2
11. 2004: Island of Lost Minds
12. 2004: Population Override
13. 2004: The Cuckoo Clocks of Hell
14. 2005: Enter the Chicken
15. 2005: Kaleidoscalp
16. 2005: Inbred Mountain
17. 2006: The Elephant Man's Alarm Clock
18. 2006: Crime Slunk Scene
19. 2007: Pepper's Ghost
20. 2007: Decoding the Tomb of Bansheebot
21. 2007: Cyborg Slunks
22. 2008: Albino Slug
23. 2009: Slaughterhouse on the Prairie
24. 2009: A Real Diamond in the Rough
25. 2009: Forensic Follies
26. 2009: Needle in a Slunk Stack
27. 2010: Shadows Between the Sky
28. 2010: Spinal Clock
29. 2010: Captain Eo's Voyage
30. 2010: 3 Foot Clearance
31. 2011: It's Alive
32. 2011: Empty Space
33. 2011: Underground Chamber
34. 2011: Look Up There
35. 2012: Electric Sea
36. 2012: Balloon Cement
37. 2012: The Shores of Molokai
38. 2012: Racks
39. 2012: March of the Slunks
40. 2012: The Silent Picture Book
41. 2013: Forgotten Library
42. 2013: Pike 12
43. 2013: Pike 13
44. 2013: The Mark of Davis
45. 2013: Pike 15
46. 2013: The Boiling Pond
47. 2013: The Spirit Winds
48. 2013: Pike 18
49. 2013: Teeter Slaughter
50. 2013: Thaw
51. 2013: Spiral Trackway
52. 2013: Sphere Facade
53. 2013: Telescape
54. 2013: Slug Cartilage
55. 2013: Pancake Heater
56. 2013: Worms for the Garden
57. 2013: Halls of Dimension
58. 2013: Feathers
59. 2013: Splatters
60. 2013: Mannequin Cemetery
61. 2013: Pearson's Square
62. 2013: Rise of the Blue Lotus
63. 2013: Pumpkin
64. 2013: Thank You Ohlinger's
65. 2013: The Pit
66. 2013: Hollowed Out
67. 2013: It Smells Like Frogs
68. 2013: Twisterlend
69. 2013: Pikes
70. 2013: Coat of Charms
71. 2013: Wishes
72. 2014: Backwards Chimney
73. 2014: Pike 43
74. 2014: You Can't Triple Stamp a Double Stamp
75. 2014: The Coats of Claude
76. 2014: Rainy Days
77. 2014: Roller Coaster Track Repair
78. 2014: Hide in the Pickling Jar
79. 2014: Monument Valley (album)
80. 2014: Pitch Dark
81. 2014: Pike 51
82. 2014: Factory
83. 2014: City of Ferris Wheels
84. 2014: The Frankensteins Monsters Blinds
85. 2014: The Miskatonic Scale
86. 2014: Cycle
87. 2014: Night Gallery
88. 2014: Outpost
89. 2014: Ydrapoej
90. 2014: Footsteps
91. 2014: Citacis
92. 2014: Outlined for Citacis
93. 2014: Grand Gallery
94. 2014: Aquarium (Buckethead album)
95. 2014: Hold Me Forever
96. 2014: Leave the Light On
97. 2014: Abandoned Slaughterhouse
98. 2014: Assignment 033-03
99. 2014: Pike 69
100. 2014: Snow Slug
101. 2014: Celery
102. 2014: Closed Attractions
103. 2014: Final Bend of the Labyrinth
104. 2014: Infinity Hill
105. 2014: Twilight Constrictor
106. 2014: Pike 76
107. 2014: Bumbyride Dreamlands
108. 2014: Pike 78
109. 2014: Geppetos Trunk
110. 2014: Cutout Animatronic
111. 2014: Carnival of Cartilage
112. 2014: Calamity Cabin
113. 2014: Dreamless Slumber
114. 2014: Whirlpool (Buckethead album)
115. 2014: Walk in Loset
116. 2014: Our Selves
117. 2014: Interstellar Slunk
118. 2014: Red Pepper Restaurant
119. 2014: The Time Travelers Dream
120. 2014: Listen for the Whisper
121. 2014: Pike 91
122. 2014: The Splatterhorn
123. 2014: Coaster Coat
124. 2014: Magic Lantern
125. 2014: Northern Lights
126. 2014: Yarn
127. 2014: Passageways
128. 2014: Pilot (Buckethead album)
129. 2014: Polar Trench
130. 2014: The Mighty Microscope
131. 2014: In the Hollow Hills
132. 2015: Sideway Streets
133. 2015: Squid Ink Lodge
134. 2015: Project Little Man
135. 2015: The Moltrail
136. 2015: Forest of Bamboo
137. 2015: Weird Glows Gleam
138. 2015: Collect Itself
139. 2015: The Left Panel
140. 2015: Wall to Wall Cobwebs
141. 2015: Night of the Snowmole
142. 2015: Creaky Doors and Creaky Floors
143. 2015: Herbie Theatre
144. 2015: Glow in the Dark
145. 2015: Marble Monsters
146. 2015: Infinity of the Spheres
147. 2015: Vacuum
148. 2015: Elevator
149. 2015: Solar Sailcraft
150. 2015: Louzenger
151. 2015: Shaded Ray
152. 2015: The Other Side of the Dark
153. 2015: Scroll of Vegetable
154. 2015: Rotten Candy Cane
155. 2015: Along the River Bank
156. 2015: Tourist
157. 2015: Paint to the Tile
158. 2015: Tucked into Dreams
159. 2015: Forever Lake
160. 2015: Down in the Bayou Part Two
161. 2015: Down in the Bayou Part One
162. 2015: Chamber of Drawers
163. 2015: Embroidery
164. 2015: Digging Under the Basement
165. 2015: Haunted Roller Coaster Chair
166. 2015: Firebolt
167. 2015: Hideous Phantasm
168. 2015: Giant Claw
169. 2015: Observation
170. 2015: Hats and Glasses
171. 2015: Last Call for the E.P. Ripley
172. 2015: Nautical Nightmares
173. 2015: Blank Bot
174. 2015: Scream Sundae
175. 2015: Kareem's Footprint
176. 2015: Carrotcature
177. 2015: Popcorn Shells
178. 2015: Invisable Forest
179. 2015: Chickencoopscope
180. 2015: Heaven Is Your Home (For My Father, Thomas Manley Carroll)
181. 2015: Fog Gardens
182. 2015: Carnival Cutouts
183. 2015: Whisper Track
184. 2015: The Cellar Yawns
185. 2015: Ancient Lens
186. 2015: Herbie Climbs a Tree
187. 2015: Upside Down Skyway
188. 2015: Twisted Branches
189. 2015: Half Circle Bridge
190. 2015: Land of Miniatures
191. 2015: Bats in the Lite Brite
192. 2015: Four Forms
193. 2015: Blue Tide
194. 2015: Ghoul (Buckethead album)
195. 2015: Orane Tree
196. 2015: Region
197. 2015: Shapeless
198. 2015: Ognarader
199. 2015: The Windowsill
200. 2015: Washed Away
201. 2015: A Ghost Took My Homework
202. 2015: Crest of the Hill
203. 2015: The Blob
204. 2015: Last House on Slunk Street
205. 2015: Quilted
206. 2015: 31 Days Til Halloween: Visitor from the Mirror
207. 2015: 30 Days Til Halloween: Swollen Glasses
208. 2015: 29 Days Til Halloween: Blurmwood
209. 2015: 28 Days Til Halloween: The Insides of the Outsides
210. 2015: 27 Days Til Halloween: Cavern Guide
211. 2015: 26 Days Til Halloween: Bogwitch
212. 2015: 25 Days Til Halloween: Window Fragment
213. 2015: 24 Days Til Halloween: Screaming Scalp
214. 2015: 23 Days Til Halloween: Wax
215. 2015: 22 Days Til Halloween: I Got This Costume from the Sears Catalog
216. 2015: 21 Days Til Halloween: Cement Decay
217. 2015: 20 Days Til Halloween: Forgotten Experiment
218. 2015: 19 Days Til Halloween: Light in Window
219. 2015: 18 Days Til Halloween: Blue Squared
220. 2015: 17 Days Til Halloween: 1079
221. 2015: 16 Days Til Halloween: Cellar
222. 2015: 15 Days Til Halloween: Grotesques
223. 2015: 14 Days Til Halloween: Voice from the Dead Forest
224. 2015: 13 Days Til Halloween: Maple Syrup
225. 2015: 12 Days Til Halloween: Face Sling Shot
226. 2015: 11 Days Til Halloween: Reflection
227. 2015: 10 Days Til Halloween: Residue
228. 2015: 9 Days Til Halloween: Eye on Spiral
229. 2015: 8 Days Til Halloween: Flare Up
230. 2015: 7 Days Til Halloween: Cavernous
231. 2015: 6 Days Til Halloween: Underlair
232. 2015: 5 Days Til Halloween: Scrapbook Front
233. 2015: 4 Days Til Halloween: Silent Photo
234. 2015: 3 Days Til Halloween: Crow Hedge
235. 2015: 2 Days Til Halloween: Cold Frost
236. 2015: Happy Halloween: Silver Shamrock
237. 2015: 365 Days Til Halloween: Smash
238. 2015: The Wishing Brook
239. 2015: Rooms of Illusions
240. 2015: Sunken Parlor
241. 2015: Screen Door
242. 2015: Hornet (Buckethead album)
243. 2015: Crumple
244. 2015: Trace Candle
245. 2015: Teflecter
246. 2015: Wheels of Ferris
247. 2015: Pike Doors
248. 2015: Old Toys
249. 2015: Rain Drops on Christmas
250. 2016: Mirror Realms
251. 2016: Cove Cloud
252. 2016: Out of the Attic
253. 2016: Dragging the Fence
254. 2016: Buildor
255. 2016: Florrmat
256. 2016: Happy Birthday MJ 23
257. 2016: Arcade of the Deserted
258. 2016: The Creaking Stars
259. 2016: Cabs
260. 2016: Rooftop
261. 2016: Drift (Buckethead album)
262. 2016: Lightboard
263. 2016: 22222222
264. 2016: Coupon
265. 2016: Oneiric Pool
266. 2016: Castle on Slunk Hill
267. 2016: The Five Blocks
268. 2016: Attic Garden
269. 2016: The Mermaid Stairwell
270. 2016: Chart
271. 2016: Sparks in the Dark
272. 2016: Hamdens Hollow
273. 2016: Santa's Toy Workshop
274. 2017: Out Orbit
275. 2017: Space Viking
276. 2017: Nettle
277. 2017: Rivers in the Seas
278. 2017: Adrift in Sleepwakefulness
279. 2017: The Moss Lands
280. 2017: 250 (Buckethead album)
281. 2017: Waterfall Cove
282. 2017: Bozo in the Labyrinth
283. 2017: Coop Erstown
284. 2017: Woven Twigs
285. 2017: Abominable Snow Scalp
286. 2017: Meteor Firefly Net
287. 2017: Blank Slate
288. 2017: Echo (Buckethead album)
289. 2017: Undersea Dead City
290. 2017: Ferry to the Island of Lost Minds
291. 2017: Portal to the Red Waterfall
292. 2017: Nib Y Nool
293. 2017: Glacier
294. 2017: Poseidon
295. 2017: Ride Operator Q Bozo
296. 2017: Far
297. 2017: Thoracic Spine Collapser
298. 2017: Sonar Rainbow
299. 2017: Decaying Parchment
300. 2017: A3 (Buckethead album)
301. 2017: The Squaring of the Circle
302. 2017: Coniunctio
303. 2017: Guillotine Furnace
304. 2018: Fourneau Cosmique
305. 2018: Dreamthread
306. 2020: Healing Inside Outside Every Side
307. 2020: Division Is the Devil's Playground
308. 2020: Unexpected Journeys
309. 2020: Skeleton Keys
310. 2020: In Dreamland
311. 2020: The Sea Remembers Its Own
312. 2020: Toys R Us Tantrums
313. 2020: Once Upon a Distant Plane
314. 2020: Through the Looking Garden
315. 2020: The Stone of Folly
316. 2021: Nautical Twilight
317. 2021: Electrum
318. 2021: Liminal Monorail
319. 2021: Pike 289
320. 2021: Pike 290
321. 2021: Fogray
322. 2021: Galaxies
323. 2021: Oven Mitts
324. 2021: Warp Threads
325. 2021: Pike 295
326. 2021: Ghouls of the Graves
327. 2021: Fork
328. 2021: Robes of Citrine
329. 2021: Thought Pond
330. 2021: Quarry
331. 2021: The Chariot of Saturn
332. 2021: Cyborgs Robots & More
333. 2022: Castle of Franken Berry
334. 2022: Rainbow Tower
335. 2022: Two Story Hourglass
336. 2022: The Toy Cupboard

Speciális kiadások